# Zénith Classics
Albums de Rohff
Le Code de l'horreur
(2008) La Cuenta
(2010)
Zénith Classics est le premier DVD du rappeur français Rohff. Il reprend 1h40 d'images du dernier passage de l'artiste au Zénith de Paris.

## Autour de l'album
Le 20 novembre 2009, Rohff annonce la sortie un CD/DVD intitulé Zénith Classics avec 1h40 d'images et une liste de 17 titres de live présentée lors de son dernier concert le 6 octobre de la même année au Zénith de Paris.

## Liste des morceaux
- DVD

1. Que pour les vrais
2. J'arrive
3. Sévère
4. La puissance
5. 94
6. En mode
7. Code 187
8. Ca fait zizir
9. Le son qui tue
10. Repris de justesse
11. K-sos for life
12. Sans amour
13. Hysteric love
14. Rap Game
15. Regretté
16. Testament
17. Comoriano
18. Progress
19. Paris
20. Pyromane
21. Dirty Hous'
22. Magnifique
23. La grande classe

- CD

1. Que pour les vrais
2. J'arrive
3. Sévère
4. La puissance
5. 94
6. En mode
7. Code 187
8. Sincère
9. Sans amour
10. Hysteric love
11. Rap Game
12. Regretté
13. Testament
14. Paris
15. Dirty Hous'
16. Magnifique
17. La grande classe

## Classement
| Pays   | Meilleure position | Semaines classées |
| ------ | ------------------ | ----------------- |
| France | 97                 | 10                |

Le live s'est vendu à 20 350 exemplaires.